# Солезаменитель
Солезаменитель — специальная смесь, основанная на солях натрия, солях калия, йода и магния, являющаяся альтернативой поваренной соли, применяемой в кулинарии. Доля хлорида натрия в составе солезаменителя — не более 50 %, солей калия и магния — не более 30 % в целом. В состав солезаменителя также входят: кремний, кальций, фосфор, хром, железо, марганец, цинк, сера, количество микроэлементов выверено таким образом, чтобы не была превышена дневная норма их потребления. В состав также входят фитокомпозиции, составленные из натуральных пряных трав и специй. В составе солезаменителей отсутствуют искусственные добавки, красители или усилители вкуса.
Солезаменитель рекомендуется людям, страдающим артериальной гипертензией, атеросклерозом, ишемической болезнью сердца, заболеваниями печени, почек, мочекаменной болезнью, остеохондрозом, диабетом, ожирением любой степени, язвенной болезнью желудка и двенадцатиперстной кишки, а также здоровым людям для профилактики и уменьшения солевой нагрузки на организм.

## История солезаменителей
Сокращение суточного приема соли путём применения препаратов, обеспечивающих соленый вкус при пониженном реальном поступлении натрия, началось в 1940-х годах. Первоначально, в качестве заменителя использовался хлористый литий, но из-за токсичности лития, это направление не получило развития.
Первые солезаменители появились в конце 1950-х — начале 1960-х годов. Это были смеси, состоящие из равных количеств хлористого натрия и хлористого калия. Солезаменители стали популярны в 80-х годах прошлого века — как пишется в статье «Эволюция солезаменителей: прошлое, настоящее, будущее», «значительную роль в обосновании сниженного потребления натрия и относительно повышенного потребления калия сыграла международная программа INTERSALT, проводившаяся в 1980-90-х гг. в 32 странах разных частей света и убедительно подтвердившая эффективность этих мероприятий для снижения артериального давления».
Во многих странах, прежде всего в США, Финляндии, Великобритании, Италии выпускается значительное количество заменителей поваренной соли. Сообщают, что в 2007 году в издании был опубликован отчет по Китайскому Исследованию Солезаменителей (China Salt Substitute Study Collaborative Group). «Были привлечены 608 человек в возрасте в среднем 60 лет (56 % — женщины). Часть привлеченных использовали в домашних условиях обычную соль, а другие — солезаменитель. У участников второй группы систолическое АД снизилось в среднем 5,4 мм рт. ст. Авторы рассматривают применение солезаменителя указанного состава как эффективное и недорогое средство снижения АД у широкого круга потребителей с высоким риском развития артериальной гипертензии».

## Виды солезаменителей

### По видам применения
- Лечебные (используются в качестве лекарственных препаратов и отпускаются по рецепту врача)
- Лечебно-профилактические (применяются для профилактики заболеваний, предназначены для досаливания готовой пищи, продаются свободно)
- Диетические (позиционируются как БАДы)

### По составу
- Безнатриевые
- Натрийсодержащие

Изучению механизма действия солезаменителей сегодня, по мнению многих ученых, уделяется недостаточно внимания. Уже доказано, что не исключена возможность весьма широкого спектра действия заменителей поваренной соли, особенно содержащих комплекс макроэлементов. По составу такие препараты приближаются к минеральным водам, и имеются данные, что они так же, как и минеральные воды, проявляют комплексное регулирующее и оптимизирующее влияние на различные функции человеческого организма.